# HD 100307
HD 100307，又名CD-26 8620，SAO 179969、HR 4445，是一颗恒星，视星等为6.16，位于銀經281.86，銀緯32.87，其B1900.0坐标为赤經11h 27m 25.2s，赤緯-26° 32.87′ 43″。